# Ferdinand Anton von Dondorf
Ferdinand Anton von Dondorf, per esteso Schmid von Dondorf (Vienna, 26 marzo 1806 – Vienna, 3 giugno 1882), è stato un generale austriaco.

## Biografia
Nato a Vienna il 26 marzo 1806, Ferdinand Anton Schmid von Dondorf intraprese ancora giovanissimo la carriera militare ed ebbe modo di distinguersi nel corso della prima guerra d'indipendenza italiana.
Raggiunse il grado di maggiore generale il 27 marzo 1857, grado con cui combatté durante la seconda guerra d'indipendenza italiana dove ebbe un ruolo rilevante nella battaglia di Terranova il 22-23 maggio 1859 dove diresse la prima parte dello scontro contro le truppe sabaude, venendo soccorso e sostituito poi dai generali Sigismund von Reischach e Wilhelm von Lebzeltern; prese in seguito parte anche alle battaglie di Palestro e Magenta.
Prese parte alla terza guerra d'indipendenza italiana al termine della quale decise di pensionarsi l'8 settembre 1866.
Morì a Vienna il 3 giugno 1882.
Suo figlio, Ferdinand Adolph Clemens Johann Nepomuk von Dondorf (1855-1932), intraprenderà anche lui la carriera militare, raggiungendo il grado di feldmaresciallo.